# Mormodes cogniauxii
Mormodes cogniauxii là một loài thực vật có hoa trong họ Lan. Loài này được L.Linden mô tả khoa học đầu tiên năm 1894.